# عیال، منطقه مسکونی
عیال (به لاتین: Eyal) یک منطقهٔ مسکونی در اسرائیل است که در Drom HaSharon Regional Council واقع شده‌است.